# Blang Kolak I
Blang Kolak I is een bestuurslaag in het regentschap Aceh Tengah van de provincie Atjeh, Indonesië. Blang Kolak I telt 3915 inwoners (volkstelling 2010).